# Limnephilus arizona
Limnephilus arizona är en nattsländeart som beskrevs av Ross 1941. Limnephilus arizona ingår i släktet Limnephilus och familjen husmasknattsländor. Inga underarter finns listade i Catalogue of Life.